# Marisa González Casado
María Luisa González Casado és una periodista i directora de comunicació espanyola.

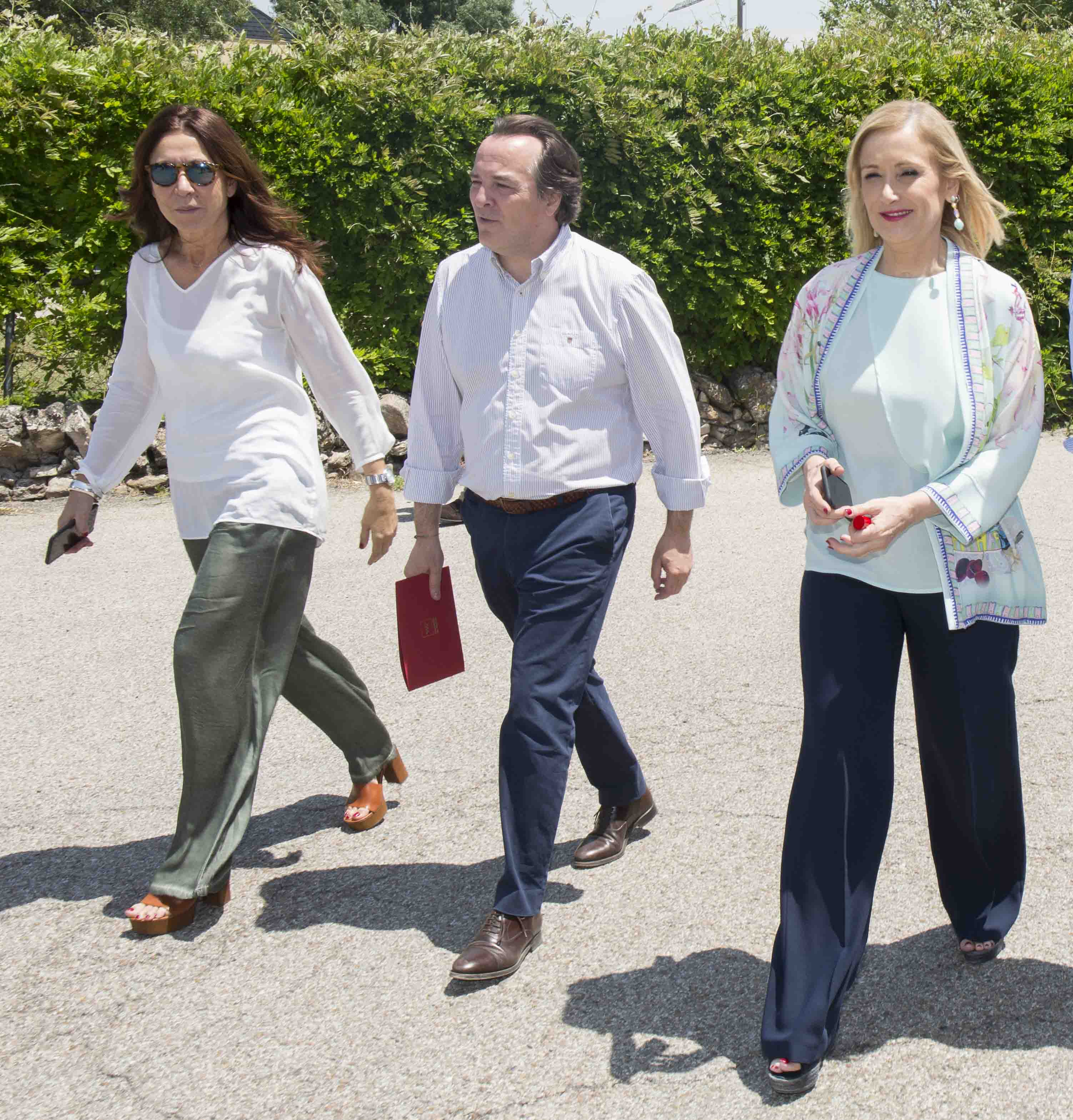
Marisa González, Jaime González Taboada i Cristina Cifuentes (2017)

Nascuda cap a 1966-1967, va treballar més de dues dècades com a cap de Premsa d'Alberto Ruiz-Gallardón. La hi ha arribat a considerar com l'artífex de la creació de la imatge pública d'un Ruiz-Gallardón modern i progre.
Després del nomenament de Cifuentes com a delegada del Govern a la Comunitat de Madrid, Cifuentes va "fitxar" a González com a cap de premsa aprofitant l'acomiadament d'aquesta per Ruiz-Gallardón quan va ser nomenat ministre de Justícia. Totes dues, que van passar a ser conegudes a la delegació com «Thelma i Louise», van reconfigurar a aquesta per a dotar-la d'una major visibilitat mediàtica, i van encunyar el leivmotiv «Sin tacón no hay reunión» ("Sense taló no hi ha reunió").
Després de la investidura al 2015 de Cristina Cifuentes com a presidenta de la Comunitat de Madrid, aquesta va nomenar a González com la seva nova cap de Gabinet.
Després de ser imputat Paco Marhuenda a l'abril de 2017 per presumptes coaccions a Cristina Cifuentes en el marc de la investigació de l'Operació Lezo, aquest es va disculpar per ratllar de «zorra» a Marisa González en una de les converses telefòniques punxades pel jutge.